# Прелска
Прелска (словен. Prelska) је насељено место у општини Велење, Савињска регија, Словенија.

## Историја
До територијалне реорганизације у Словенији била је у саставу старе општине Жалец.

## Становништво
У попису становништва из 2011. године, Прелска је имала 260 становника.
| Број становника према пописима | Број становника према пописима | Број становника према пописима |
| ------------------------------ | ------------------------------ | ------------------------------ |
| 1991                           | 2002                           | 2011                           |
| 222                            | 250                            | 260                            |

Напомена: Године 2001. увећано за део насеља Јаншково село. Године 2017. извршена је мања размена територија између насеља Јаншково село и Прелска.